# 柯氏宅
柯氏宅位于中国安徽省黄山市歙县杞梓里镇西北的竹溪村（水竹坑）。
1902年，柯庆施在此出生。此前作为柯庆施故居列为黄山市文物保护单位。2019年3月28日升级为第八批安徽省文物保护单位。